# Acherontia obsoleta
Acherontia obsoleta är en fjärilsart som beskrevs av Tutt 1904. Acherontia obsoleta ingår i släktet Acherontia och familjen svärmare. Inga underarter finns listade i Catalogue of Life.